# 小行星2501
小行星2501（2501 Lohja）是一颗围绕太阳公转的小行星。1942年4月14日，利斯·奧特瑪在图尔库发现了此天体。
該小行星以芬蘭的城市洛赫亞命名。
这颗小行星的绝对星等为229.7344425884717等。